# Alcott (cràter)
Alcott és un cràter d'impacte en el planeta Venus de 66 km de diàmetre. Porta el nom de Louisa May Alcott (1832-1888), escriptora estatunidenca, i el seu nom va ser aprovat per la Unió Astronòmica Internacional el 1991.